# فريدريش كولاو

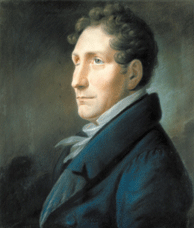
فريدريش كولاو، لوحة بالباستيل رسمها كريستيان هورنمان من سنة 1828

فريدريش دانيال رودولف كولاو بالإنجليزية Friedrich Kuhlau
(ألماني؛ دانماركي أحيانًا يعرف باسم فريدريك كولاف) (ولد في 11 سبتمبر 1786 وتوفي في 12 مارس 1832) كان مؤلف موسيقي دانماركي ألماني المولد أثناء العصر الكلاسيكي والعصر الرومانسي. كان شخصية محورية في العصر الذهبي الدانماركي وخلد ذكراه في تاريخ الحضارة الدانماركية خلال عمل «تل الأقزام»، وهو أول عمل دانماركي يعبر عن الرومانسية القومية ويعبر عن الإشادة الخفية للملكية. حتى يومنا هذا توزيع العمل ظل كما ابتكره في الأصل.
وخلال حياته، اشتهر كولاو أساسًا كعازف بيانو في الحفلات ومؤلف لأعمال الأوبرا الدانماركية لكنه كان المسئول عن تقديم أعمال بيتهوفن الذي كان معجبًا به كثيرًا لجماهير كوبنهاغن. رغم أن منزله احترق فدمر كل المسودات التي لم ينشرها، كان مؤلف غزير الإنتاج وترك أكثر من 200 عمل غير منشور في معظم القوالب الموسيقية.

## المرحلة المبكرة من حياته وتعليمه
ولد كولاو في 11 سبتمبر 1786 في جنوب لونبورغ في مقاطعة يلزن في سكسونيا السفلى (ألمانيا). وفي سن السابعة، فقد حاسة البصر في العين اليمنى حين انزلق ووقع على الجليد. كان والده وجده وعمه يعلمون عازفي أوبوا في الجيش. ورغم أن كولاو ينتمي لأسرة فقيرة، تمكن والده في إعطائه دروسًا في البيانو. لاحقًا درس البيانو في هامبورغ حيث ظهر أول مرة كعازف بيانو في عام 1804.
في عام 1810، هرب إلى كوبنهاغن لتجنب التجنيد في جيش حروب نابليون التي سيطرت على الكثير من المقاطعات الصغيرة والدوقيات في شمالي ألمانيا وفي عام 1813 أصبح مواطن دانماركي.

## الموسيقى

### أعماله للأوبرا
("قلعة السارقين")، وهي عمل يعرف باسم السنجشبيل وكتب الكلمات أدم جوتلوب أولنشلاجر. "
افتقرت أعماله الدرامية القليلة التالية والتي تشمل «تريلهاربن» (1817)، «إليزا») (1820) و«هوجو أوج أديلهايد» (1827) إلى الدراما ففشلت فشلًا ذريعًا. مرة أخرى حقق النجاح بعمل «لولو» عام 1824 الذي يعتبر أحد أعماله لأوبرا السنجشبيل. كما كتب موسيقى لعروض مسرحات وليام شكسبير
في عام 1829، حقق أكبر نجاحاته حين كتب موسيقى عمل إلرفهو. حقق هذا العمل الشعبية خاصة لافتتاحيته والنشيد الملكي الأخير، (الملك كريستيان وقف بجوار الصاري الهائل). في الموسيقى، استخدم كولاو الألحان الدانماركية والسويدية الشعبية بشكل مؤثر جدًا. في عام 1967 أعاد المؤلف الدانماركي توزيع عمل بنت فابريكاس-بجير واستخدم كموسيقى تصويرية في فيلم «عصابة أولسن». يستعرض المشهد عصابة أولسن تقتحم المسرح الملكي لكوبنهاجن حيث شقوا طريقهم في الجدران باستخدام المتفجرات وطرق أخرى. تم تصميم الرقصات لتعبر عن الاقتحام وكانت مقابلة للموسيقى مباشرة. هذا المشهد هو واحدًا من أشهر المشاهد في تاريخ السينما الدانماركية.

### أعمال أخرى
بالإضافة لأعماله الدرامية، كتب كولاو العديد من الأعمال للفلوت وعدد كبير من الأعمال للبيانو. وبشكل خاص مقطوعاته القصيرة، في قالب السوناتينا للبيانو تمتعت بشعبية كبيرة في الدانمارك والخارج.
ترك بيتهوفن، الذي عرفه كولاو شخصيًا، أكبر أثر على موسيقاه. كونشرتو البيانو في مقام دو الكبير مصنف رقم 7 لكولاو يعكس تأثر كبير بعمل بيتهوفن وهو كونشرتو البيانو رقم 1 في مقام دو الكبير الذي كتبه قبل 14 عامًا. تذكرنا كل الحركات الثلاث للعمل بالحركات المقابلة في عمل بيتهوفن، حيث تعتبر محاكاة موسيقية.
بالإضافة لكونشرتو البيانو المذكور سابقًا كتب رباعية وترية والعديد من الأعمال للبيانو التي شملت كل القوالب الموجودة في عصره وهي السوناتا والسوناتينا والفالس والروندو والتنويعات. كما ابتكر العديد من الأعمال للوتريات مع البيانو حيث كتب ثلاثة رباعيات وترية للبيانو وعملين في قالب خماسية البيانو والعديد من أعمال سوناتا الكمان والموسيقى التصويرية والعديد من الأوبرات. مع ذلك أكثر أعماله تسجيلا وعرضًا هي أعمال سوناتينا البيانو والعديد من الأعمال لآلة الفلوت. بسبب أعمال الفلوت لقب باسم «بيتهوفن الفلوت» خلال حياته.

## روابط خارجية
- List of works على موقع واي باك مشين (نسخة محفوظة June 26, 2008) International Friedrich Kuhlau Society
- Friedrich Kuhlau Grand String Quartet Op.122 Soundbites and short biography
- تآليف موسيقية ذات ملكية عامة بقلم Friedrich Kuhlau في مشروع مكتبة الموسيقى الدولية

- قالب:MutopiaComposer
- فريدريش كولاو على أول ميوزيك
- فريدريش كولاو على موقع IMDb (الإنجليزية)
- فريدريش كولاو على موقع ميوزك برينز (الإنجليزية)
- فريدريش كولاو على موقع أول ميوزيك (الإنجليزية)
- فريدريش كولاو على موقع ديسكوغز (الإنجليزية)
- فريدريش كولاو على موقع قاعدة بيانات الفيلم (الإنجليزية)
- فريدريش كولاو على موقع فايند أغريف